# Machovo število
Machovo število [máhovo števílo] (označba M ali Ma; krajše Mach) je v fiziki razmerje med hitrostjo telesa, ki se giblje skozi sredstvo, (v) in hitrostjo zvoka (c) v tem sredstvu:
{\displaystyle \mathrm {M} ={\frac {v}{c}}\!\,.}
Machovo število se imenuje po avstrijskem fiziku in filozofu Ernstu Machu. 

Machovo število je zelo pomembno v aerodinamiki, saj se glede na njega delijo konstrukcije in karakteristike letal. Hitrost letenja reaktivnih letal se meri z Machovim številom in tipično znaša za sodobna letala A320 okoli 0,8M. Aerodinamika se v letalstvu deli na podzvočno do 0,75M (propelerska in turbopropelerska letala), transonično med 0,75-1,3M (reaktivna letala) in nadzvočno nad 1,3M (nadzvočna vojaška letala).
V zraku pri temperaturi 15 °C je hitrost zvoka enaka 340,5 m/s ali 1225,8 km/h.
Število je brezrazsežno in ga po navadi uporabljamo za opis hitrosti letala. Vrednost 1 odgovarja enkratni hitrosti zvoka, 2 dvojni itn. Ker pri naraščanju temperature hitrost zvoka narašča, bo dejanska hitrost telesa pri Machovem številu 1 odvisna od njegove višine in morebiti še od pogojev v ozračju. 
| Režim               | Hitrost   | Hitrost      | Hitrost      | Hitrost       | Hitrost     | Splošne karakteristike letala |
| Režim               | (Mach)    | (kts)        | (mph)        | (km/h)        | (m/s)       | Splošne karakteristike letala |
| ------------------- | --------- | ------------ | ------------ | ------------- | ----------- | --- |
| Podzvočen           | <0,8      | <530         | <609         | <980          | <273        | Najpogosteje propelerska in komercialna turboventilatorska letala z zaobljenimi značilnostmi, kot so nos in krila. Podzvočno območje hitrosti je tisto območje hitrosti, znotraj katerega je ves zračni tok nad zrakoplovom manjši od 1 Macha. Kritično Machovo število (Mcrit) je najnižje Machovo število prostega toka, pri katerem zračni tok čez kateri koli del letala prvič doseže Mach 1. Podzvočno območje hitrosti torej vključuje vse hitrosti, ki so manjše od Mcrit. |
| Transoničen         | 0,8–1,2   | 530–794      | 609–914      | 980–1.470     | 273–409     | Transonična letala imajo skoraj vedno nagjena krila nazaj, kar povzroča zakasnitev približevanju hitrosti zvoka.. Transonično območje hitrosti je tisto območje hitrosti, znotraj katerega je zračni tok nad različnimi deli letala med podzvočnim in nadzvočnim. Tako se režim letenja od Mcrita do 1,3 macha imenuje transonično območje. |
| Nadzvočen           | 1,2–5,0   | 794-3.308    | 915-3.806    | 1.470–6.126   | 410–1.702   | Nadzvočno območje hitrosti je tisto območje hitrosti, znotraj katerega je ves zračni tok nad letalom nadzvočen (več kot 1 Mach). Toda zračni tok, ki se sreča s sprednjimi robovi, je na začetku upočasnjen, zato mora biti hitrost prostega toka nekoliko večja od macha 1, da zagotovimo, da je ves tok nad letalom nadzvočen. Splošno sprejeto je, da se območje nadzvočne hitrosti začne pri hitrosti prostega toka nad 1,3 macha. Letala, ki so zasnovana za letenje z nadzvočnimi hitrostmi, kažejo velike razlike v svoji aerodinamični zasnovi zaradi radikalnih razlik v obnašanju tokov nad mach 1. Ostri robovi, tanki deli aeroprofilov in popolnoma premikajoča se repna ploskev/kanardi so pogosti. Sodobna bojna letala morajo sklepati kompromise, da ohranijo upravljanje pri nizkih hitrostih; "prave" nadzvočne zasnove vključujejo F-104 Starfighter, MiG-31, North American XB-70 Valkyrie, SR-71 Blackbird in BAC/Aérospatiale Concorde. |
| Hipersoničen        | 5,0–10,0  | 3.308–6.615  | 3.806–7.680  | 6.126–12.251  | 1.702–3.403 | X-15 s hitrostjo 6,72 macha je eno najhitrejših letal s posadko. Hlajena pločevina iz nikelj-titana, majhna krila, kot so tista na Mach 5 X-51A Waverider. |
| Visoko-hipersoničen | 10,0–25,0 | 6.615–16.537 | 7.680–19.031 | 12.251–30.626 | 3.403–8.508 | NASA X-43 z 9,6 macha je eno najhitrejših letal brez posadke. Toplotni nadzor postane prevladujoč dejavnik oblikovanja. Konstrukcija mora biti zasnovana tako, da deluje v vročem stanju, ali pa mora biti zaščitena s posebnimi silikatnimi ploščicami ali podobnim. Kemično reagirajoč tok lahko povzroči tudi korozijo obloge zrakoplova, pri čemer se prosti atomski kisik pojavlja v tokovih z zelo visoko hitrostjo. Hiperzvočne konstrukcije so pogosto prisiljene v tope konfiguracije zaradi aerodinamičnega segrevanja, ki narašča z zmanjšanim polmerom ukrivljenosti. |
| Vstopne hitrosti    | >25,0     | >16.537      | >19.031      | >30.626       | >8.508      | Ablativni toplotni ščit; majhna ali brez kril; topa oblika. Ruski Avangard (hiperzvočno drsno vozilo) doseže do 27 machov. |

Polet pri visokih hitrostih lahko razdelimo na šest vrst:
| Režim | Podzvočen | Transoničen | Hitrost zvoka | Nadzvočen | Hipersoničen | Hiperhitrost |
| ----- | --------- | ----------- | ------------- | --------- | ------------ | ------------ |
| Mach  | <0,8      | 0,8–1,2     | 1,0           | 1,2–5,0   | 5,0–10,0     | >8,8         |

Pri telesu, ki se giblje s hitrostjo pod M = 1, se zvočni valovi širijo pred njim. Pri hitrosti M = 1 se giblje enako hitro kot valovi (zvočni zid). Nad zvočno hitrostjo, se telo giblje znotraj te meje in rečemo, da prebije zvočni zid. Zunanji opazovalec bo pri prebitju zvočnega zidu slišal močen pok, znan kot zvočni udar, potnik znotraj letala pa ga običajno ne bo. Hitrost, potrebna za dosego nizkega Zemljinega tira je približno 7,5 km/s, oziroma M = 25,4 v zraku na velikih višinah.
Machovo število je razmerje med vztrajnostno silo (aerodinamsko silo) in prožnostno silo ali z drugimi besedami med hitrostjo telesa in lokalno hitrostjo zvoka, ki je pri zraku odvisna od temperature. Machovo število se imenuje po avstrijskem fiziku in filozofu Ernstu Machu. 